# Ciril Pistoli
Ciril Pistoli (ur. 24 maja 1921 w Szkodrze, zm. w czerwcu 2011 w Tiranie) – albański lekarz, pedagog i działacz komunistyczny, minister zdrowia w latach 1961-1970.

## Życiorys
W latach 1940–1942 studiował na wydziale lekarskim uniwersytetu bolońskiego. Studiów nie ukończył. Po powrocie do kraju zaangażował się w działalność ruchu oporu. Pełnił funkcję zastępcy komisarza politycznego w 28 brygadzie AWN. W latach 1945–1946 pełnił funkcję sekretarza młodzieżowej organizacji komunistycznej w Szkodrze, a następnie objął stanowisko przewodniczącego komisji planowania w tym mieście. Od 1947 był pracownikiem ministerstwa przemysłu, a następnie wicedyrektorem Instytutu Ubezpieczeń Społecznych.
Studia medyczne kontynuował na uniwersytecie sofijskim w latach 1948-1953, gdzie uzyskał dyplom lekarski. Po powrocie do kraju podjął pracę w ministerstwie zdrowia, w którym pełnił funkcję wiceministra (1955-1961), a następnie ministra w rządzie Mehmeta Shehu (1961-1970). W 1970 objął stanowisko dziekana wydziału medycyny Uniwersytetu Tirańskiego. W 1984 został przewodniczącym Albańskiego Czerwonego Krzyża.
Od 1944 był członkiem Komunistycznej Partii Albanii, a od 1948 Albańskiej Partii Pracy. W latach 1962–1974 był deputowanym do Zgromadzenia Ludowego z okręgu Szkodry.